# 緑園 (横浜市)
緑園（りょくえん）は、神奈川県横浜市泉区の地名。現行行政地名は緑園一丁目から緑園七丁目。住居表示未実施区域。
相鉄いずみ野線緑園都市駅を中心として開発された新興住宅地からなる。

## 地理
泉区の北東部に位置し、西に池の谷、南西に新橋町、南に岡津町、東に戸塚区名瀬町、北東に旭区大池町、北に旭区柏町と接している。緑園七丁目内に泉区最北端と最東端の地点がぞれぞれある。

### 地価
住宅地の地価は、2025年（令和7年）1月1日の公示地価によれば、緑園三丁目22番16外の地点で31万4000円/m²、緑園五丁目8番24の地点で27万4000円/m²となっている。

## 歴史

### 沿革
- 1986年（昭和61年）4月6日 - 土地区画整理事業（中川第一）[7]に伴い、岡津町、新橋町、名瀬町の各一部から緑園一丁目〜七丁目を新設する[8]。横浜市戸塚区緑園一丁目〜七丁目となる。
- 1986年（昭和61年）11月3日 - 行政区の再編で戸塚区の一部から泉区を新設。横浜市泉区緑園一丁目〜七丁目となる[9]。

### 町名の変遷
| 実施後     | 実施年月日               | 実施前（各町名ともその一部） |
| ---------- | ------------------------ | ---------------------------- |
| 緑園一丁目 | 1986年（昭和61年）4月6日 | 岡津町（一部）               |
| 緑園二丁目 | 1986年（昭和61年）4月6日 | 岡津町、新橋町（各一部）     |
| 緑園三丁目 | 1986年（昭和61年）4月6日 | 岡津町、新橋町（各一部）     |
| 緑園四丁目 | 1986年（昭和61年）4月6日 | 岡津町、名瀬町（各一部）     |
| 緑園五丁目 | 1986年（昭和61年）4月6日 | 岡津町、名瀬町（各一部）     |
| 緑園六丁目 | 1986年（昭和61年）4月6日 | 岡津町（一部）               |
| 緑園七丁目 | 1986年（昭和61年）4月6日 | 岡津町、名瀬町（各一部）     |

## 世帯数と人口
2025年（令和7年）2月28日現在（横浜市発表）の世帯数と人口は以下の通りである。
| 丁目       | 世帯数    | 人口     |
| ---------- | --------- | -------- |
| 緑園一丁目 | 685世帯   | 1,383人  |
| 緑園二丁目 | 801世帯   | 1,769人  |
| 緑園三丁目 | 847世帯   | 1,877人  |
| 緑園四丁目 | 1,947世帯 | 4,329人  |
| 緑園五丁目 | 496世帯   | 1,145人  |
| 緑園六丁目 | 930世帯   | 2,089人  |
| 緑園七丁目 | 360世帯   | 824人    |
| 計         | 6,066世帯 | 13,416人 |

### 人口の変遷
国勢調査による人口の推移。
| 年                 | 人口   |
| ------------------ | ------ |
| 1995年（平成7年）  | 10,262 |
| 2000年（平成12年） | 13,773 |
| 2005年（平成17年） | 15,091 |
| 2010年（平成22年） | 14,606 |
| 2015年（平成27年） | 13,935 |
| 2020年（令和2年）  | 13,492 |

### 世帯数の変遷
国勢調査による世帯数の推移。
| 年                 | 世帯数 |
| ------------------ | ------ |
| 1995年（平成7年）  | 3,367  |
| 2000年（平成12年） | 4,621  |
| 2005年（平成17年） | 5,298  |
| 2010年（平成22年） | 5,498  |
| 2015年（平成27年） | 5,586  |
| 2020年（令和2年）  | 5,701  |

## 学区
市立小・中学校に通う場合、学区は以下の通りとなる（2024年11月時点）。
| 丁目       | 番・番地等 | 小学校                   | 中学校                   |
| ---------- | ---------- | ------------------------ | ------------------------ |
| 緑園一丁目 | 全域       | 横浜市立緑園義務教育学校 | 横浜市立緑園義務教育学校 |
| 緑園二丁目 | 全域       | 横浜市立緑園義務教育学校 | 横浜市立緑園義務教育学校 |
| 緑園三丁目 | 全域       | 横浜市立緑園義務教育学校 | 横浜市立緑園義務教育学校 |
| 緑園四丁目 | 全域       | 横浜市立緑園義務教育学校 | 横浜市立緑園義務教育学校 |
| 緑園五丁目 | 全域       | 横浜市立緑園義務教育学校 | 横浜市立緑園義務教育学校 |
| 緑園六丁目 | 全域       | 横浜市立緑園義務教育学校 | 横浜市立緑園義務教育学校 |
| 緑園七丁目 | 全域       | 横浜市立緑園義務教育学校 | 横浜市立緑園義務教育学校 |

## 事業所
2021年（令和3年）現在の経済センサス調査による事業所数と従業員数は以下の通りである。
| 丁目       | 事業所数  | 従業員数 |
| ---------- | --------- | -------- |
| 緑園一丁目 | 49事業所  | 294人    |
| 緑園二丁目 | 42事業所  | 353人    |
| 緑園三丁目 | 28事業所  | 438人    |
| 緑園四丁目 | 60事業所  | 1,331人  |
| 緑園五丁目 | 37事業所  | 551人    |
| 緑園六丁目 | 39事業所  | 213人    |
| 緑園七丁目 | 33事業所  | 184人    |
| 計         | 288事業所 | 3,364人  |

### 事業者数の変遷
経済センサスによる事業所数の推移。
| 年                 | 事業者数 |
| ------------------ | -------- |
| 2016年（平成28年） | 267      |
| 2021年（令和3年）  | 288      |

### 従業員数の変遷
経済センサスによる従業員数の推移。
| 年                 | 従業員数 |
| ------------------ | -------- |
| 2016年（平成28年） | 2,938    |
| 2021年（令和3年）  | 3,364    |

## 交通

### 鉄道
- 相模鉄道いずみ野線
  - 緑園都市駅

## 施設
- フェリス女学院大学緑園キャンパス
- 横浜市立緑園義務教育学校 - 横浜市立緑園東小学校、横浜市立緑園西小学校が統合され小中一貫校となった。
- 緑園都市駅前郵便局[19]
- 泉警察署 緑園都市駅前交番
- 相鉄ライフ 緑園都市
- 相鉄文化会館

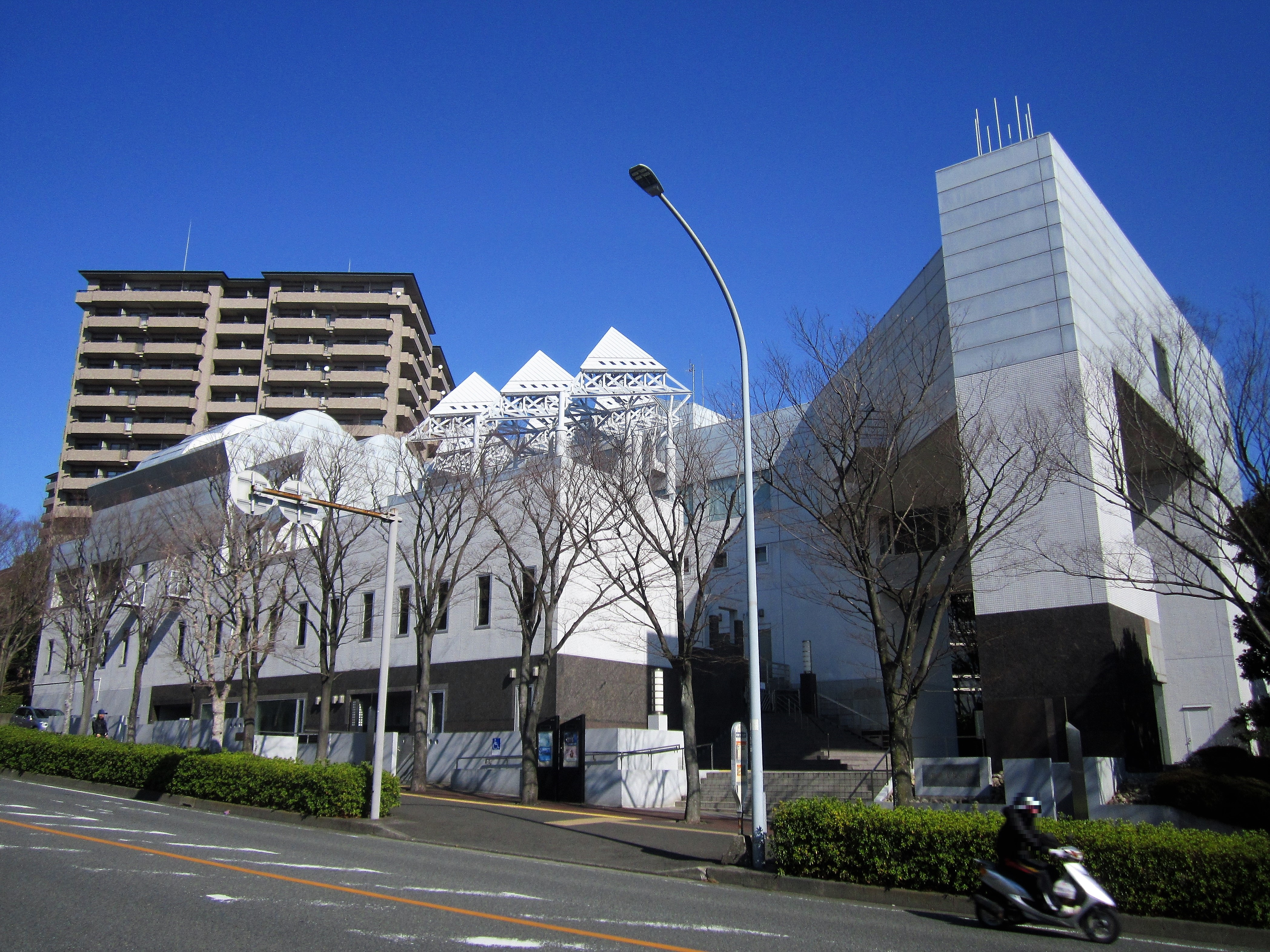
相鉄文化会館（2代目、デザイン：原広司）
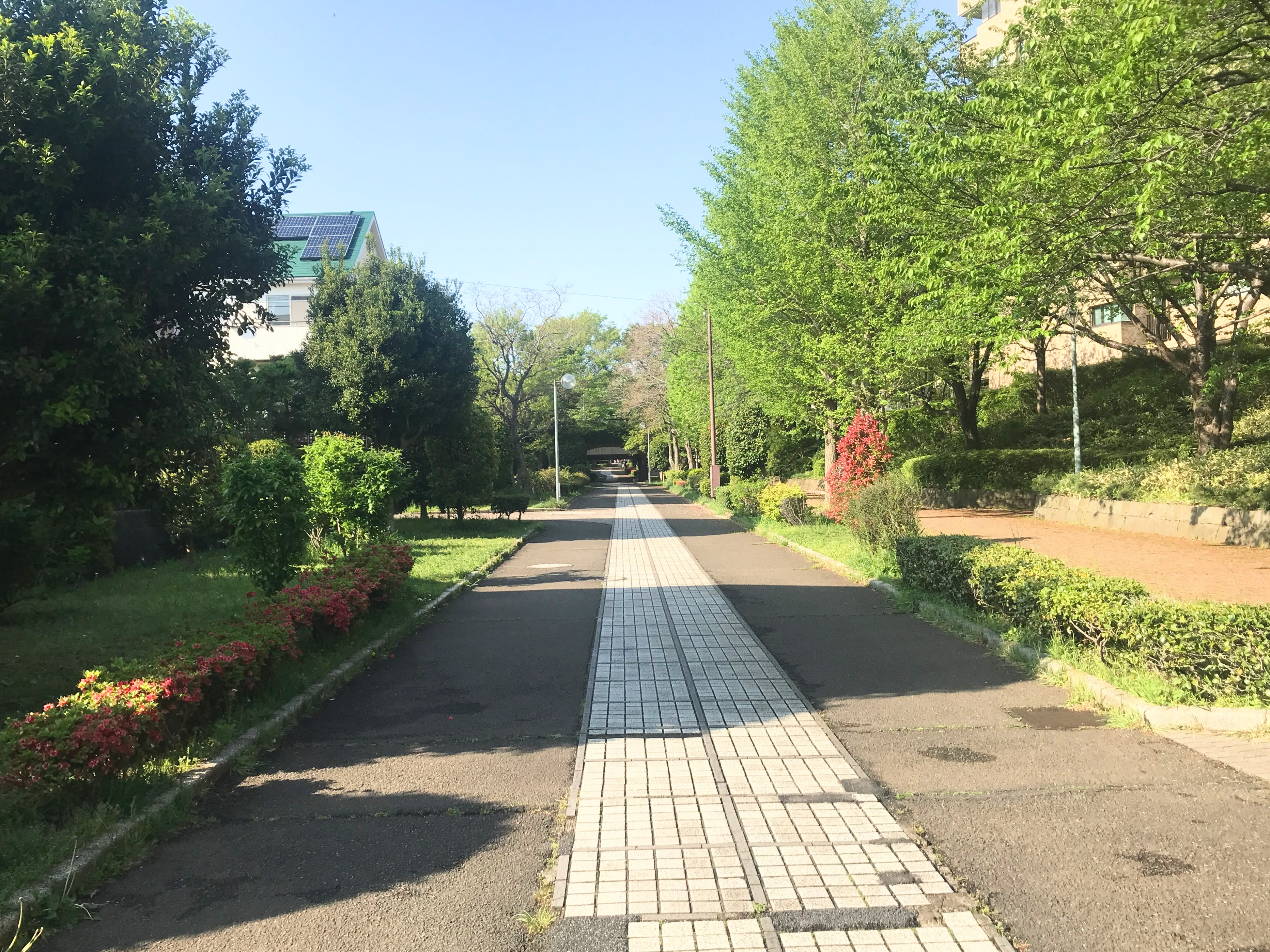
万騎が原トンネル直上の遊歩道「四季の小径」（南側）
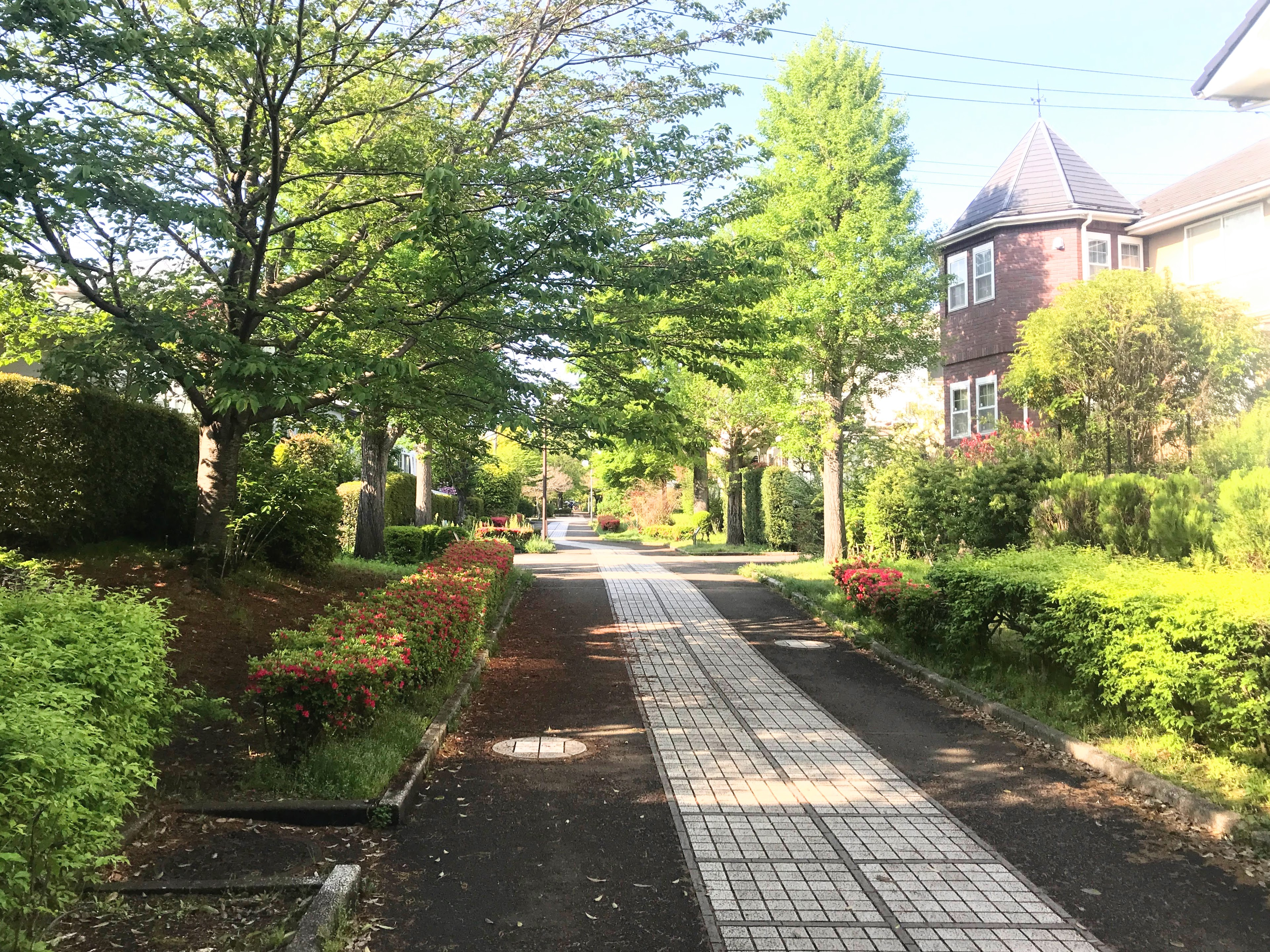
万騎が原トンネル直上の遊歩道「四季の小径」（北側）

## その他

### 日本郵便
- 郵便番号 : 245-0002[3]（集配局：横浜泉郵便局[20]）

### 警察
町内の警察の管轄区域は以下の通りである。
| 町丁       | 番・番地等 | 警察署   | 交番・駐在所     |
| ---------- | ---------- | -------- | ---------------- |
| 緑園一丁目 | 全域       | 泉警察署 | 緑園都市駅前交番 |
| 緑園二丁目 | 全域       | 泉警察署 | 緑園都市駅前交番 |
| 緑園三丁目 | 全域       | 泉警察署 | 緑園都市駅前交番 |
| 緑園四丁目 | 全域       | 泉警察署 | 緑園都市駅前交番 |
| 緑園五丁目 | 全域       | 泉警察署 | 緑園都市駅前交番 |
| 緑園六丁目 | 全域       | 泉警察署 | 緑園都市駅前交番 |
| 緑園七丁目 | 全域       | 泉警察署 | 緑園都市駅前交番 |